# Tory Lanez/Diskografie
Diese Diskografie ist eine Übersicht über die musikalischen Werke des kanadischen Rappers und Sängers Tory Lanez. Den Schallplattenauszeichnungen zufolge hat er bisher mehr als 33,3 Millionen Tonträger verkauft, davon alleine in seiner Heimat über 600.000. Seine erfolgreichste Veröffentlichung ist die Single The Color Violet mit über 3,8 Millionen verkauften Einheiten.

## Alben

### Studioalben
| Jahr | Titel Musiklabel                            | Höchstplatzierung, Gesamtwochen, AuszeichnungChartplatzierungen (Jahr, Titel, Musiklabel, Platzierungen, Wochen, Auszeichnungen, Anmerkungen) | Höchstplatzierung, Gesamtwochen, AuszeichnungChartplatzierungen (Jahr, Titel, Musiklabel, Platzierungen, Wochen, Auszeichnungen, Anmerkungen) | Höchstplatzierung, Gesamtwochen, AuszeichnungChartplatzierungen (Jahr, Titel, Musiklabel, Platzierungen, Wochen, Auszeichnungen, Anmerkungen) | Höchstplatzierung, Gesamtwochen, AuszeichnungChartplatzierungen (Jahr, Titel, Musiklabel, Platzierungen, Wochen, Auszeichnungen, Anmerkungen) | Höchstplatzierung, Gesamtwochen, AuszeichnungChartplatzierungen (Jahr, Titel, Musiklabel, Platzierungen, Wochen, Auszeichnungen, Anmerkungen) | Höchstplatzierung, Gesamtwochen, AuszeichnungChartplatzierungen (Jahr, Titel, Musiklabel, Platzierungen, Wochen, Auszeichnungen, Anmerkungen) | Anmerkungen                                                 |
| Jahr | Titel Musiklabel                            | DE | AT | CH | UK | US | CA | Anmerkungen                                                 |
| ---- | ------------------------------------------- | --- | --- | --- | --- | --- | --- | ----------------------------------------------------------- |
| 2016 | I Told You Interscope Records (UMG)         | — | — | CH36 (1 Wo.)CH | UK18 (2 Wo.)UK | US4 Gold · (23 Wo.)US | CA5 (15 Wo.)CA | Erstveröffentlichung: 19. August 2016 Verkäufe: + 507.500   |
| 2018 | Memories Don’t Die Interscope Records (UMG) | DE53 (1 Wo.)DE | — | CH28 (1 Wo.)CH | UK8 (5 Wo.)UK | US3 (16 Wo.)US | CA1 (15 Wo.)CA | Erstveröffentlichung: 2. März 2018                          |
| 2018 | Love Me Now? Interscope Records (UMG)       | — | — | CH90 (1 Wo.)CH | UK18 Silber · (4 Wo.)UK | US4 (49 Wo.)US | CA4 (47 Wo.)CA | Erstveröffentlichung: 26. Oktober 2018 Verkäufe: + 60.000   |
| 2020 | Daystar One Umbrella Records                | — | — | — | — | US10 (3 Wo.)US | CA6 (2 Wo.)CA | Erstveröffentlichung: 25. September 2020                    |
| 2021 | Alone at Prom One Umbrella Records          | — | — | — | UK57 Silber · (2 Wo.)UK | US28 Gold · (24 Wo.)US | CA19 (6 Wo.)CA | Erstveröffentlichung: 10. Dezember 2021 Verkäufe: + 595.000 |
| 2022 | Sorry 4 What One Umbrella Records           | — | — | — | UK49 (1 Wo.)UK | US10 (2 Wo.)US | CA5 (2 Wo.)CA | Erstveröffentlichung: 30. September 2022                    |
| 2025 | Peterson One Umbrella Records               | — | — | — | — | US25 (1 Wo.)US | — | Erstveröffentlichung: 7. März 2025                          |

### Mixtapes
| Jahr | Titel Musiklabel                           | Höchstplatzierung, Gesamtwochen, AuszeichnungChartplatzierungen (Jahr, Titel, Musiklabel, Platzierungen, Wochen, Auszeichnungen, Anmerkungen) | Höchstplatzierung, Gesamtwochen, AuszeichnungChartplatzierungen (Jahr, Titel, Musiklabel, Platzierungen, Wochen, Auszeichnungen, Anmerkungen) | Höchstplatzierung, Gesamtwochen, AuszeichnungChartplatzierungen (Jahr, Titel, Musiklabel, Platzierungen, Wochen, Auszeichnungen, Anmerkungen) | Höchstplatzierung, Gesamtwochen, AuszeichnungChartplatzierungen (Jahr, Titel, Musiklabel, Platzierungen, Wochen, Auszeichnungen, Anmerkungen) | Höchstplatzierung, Gesamtwochen, AuszeichnungChartplatzierungen (Jahr, Titel, Musiklabel, Platzierungen, Wochen, Auszeichnungen, Anmerkungen) | Höchstplatzierung, Gesamtwochen, AuszeichnungChartplatzierungen (Jahr, Titel, Musiklabel, Platzierungen, Wochen, Auszeichnungen, Anmerkungen) | Anmerkungen                                                 |
| Jahr | Titel Musiklabel                           | DE | AT | CH | UK | US | CA | Anmerkungen                                                 |
| ---- | ------------------------------------------ | --- | --- | --- | --- | --- | --- | ----------------------------------------------------------- |
| 2019 | Chixtape 5 Interscope Records (UMG)        | — | — | CH65 (1 Wo.)CH | UK10 (3 Wo.)UK | US2 Gold · (29 Wo.)US | CA2 (12 Wo.)CA | Erstveröffentlichung: 15. November 2019 Verkäufe: + 507.500 |
| 2020 | The New Toronto 3 Interscope Records (UMG) | DE57 (1 Wo.)DE | AT29 (1 Wo.)AT | CH15 (1 Wo.)CH | UK4 (4 Wo.)UK | US2 (15 Wo.)US | CA1 (16 Wo.)CA | Erstveröffentlichung: 10. April 2020                        |
| 2021 | Playboy One Umbrella Records               | — | — | — | — | US76 (1 Wo.)US | CA56 (1 Wo.)CA | Erstveröffentlichung: 5. März 2021                          |

Weitere Mixtapes
- 2009: T.L 2 T.O
- 2010: Playing for Keeps
- 2010: Just Landed
- 2010: One Verse One Hearse
- 2010: Mr. 1 Verse Killah
- 2011: Mr. Peterson
- 2011: Chixtape
- 2011: Swavey
- 2012: Ignant Shit
- 2012: Sincerely Tory
- 2013: Conflicts of My Soul: The 416 Story
- 2014: Chixtape II
- 2014: Lost Cause
- 2015: Chixtape III
- 2015: The New Toronto
- 2017: Chixtape IV
- 2017: The New Toronto 2

### EPs
- 2015: Cruel Intentions
- 2018: The Bag
- 2019: International Fargo
- 2020: VVS Capsule

## Singles

### Als Leadmusiker
| Jahr | Titel Album                             | Höchstplatzierung, Gesamtwochen, AuszeichnungChartplatzierungen (Jahr, Titel, Album, Platzierungen, Wochen, Auszeichnungen, Anmerkungen) | Höchstplatzierung, Gesamtwochen, AuszeichnungChartplatzierungen (Jahr, Titel, Album, Platzierungen, Wochen, Auszeichnungen, Anmerkungen) | Höchstplatzierung, Gesamtwochen, AuszeichnungChartplatzierungen (Jahr, Titel, Album, Platzierungen, Wochen, Auszeichnungen, Anmerkungen) | Höchstplatzierung, Gesamtwochen, AuszeichnungChartplatzierungen (Jahr, Titel, Album, Platzierungen, Wochen, Auszeichnungen, Anmerkungen) | Höchstplatzierung, Gesamtwochen, AuszeichnungChartplatzierungen (Jahr, Titel, Album, Platzierungen, Wochen, Auszeichnungen, Anmerkungen) | Höchstplatzierung, Gesamtwochen, AuszeichnungChartplatzierungen (Jahr, Titel, Album, Platzierungen, Wochen, Auszeichnungen, Anmerkungen) | Anmerkungen                                                                        |
| Jahr | Titel Album                             | DE | AT | CH | UK | US | CA | Anmerkungen                                                                        |
| --- | --------------------------------------- | --- | --- | --- | --- | --- | --- | ---------------------------------------------------------------------------------- |
| 2015 | Traphouse –                             | — | — | — | — | — | CA— PlatinCA | Erstveröffentlichung: 15. Januar 2015 Verkäufe: + 80.000; feat. Nyce               |
| 2015 | Say It I Told You                       | — | — | — | UK— GoldUK | US23 ×3Dreifachplatin · (24 Wo.)US | — | Erstveröffentlichung: 15. Juli 2015 Verkäufe: + 3.480.000                          |
| 2015 | B.L.O.W. –                              | — | — | — | — | — | — | Erstveröffentlichung: 4. September 2015                                            |
| 2016 | LA Confidential –                       | — | — | — | — | US— GoldUS | — | Erstveröffentlichung: 29. Januar 2016 Verkäufe: + 500.000                          |
| 2016 | Luv I Told You                          | DE86 Gold · (3 Wo.)DE | — | CH58 (9 Wo.)CH | UK47 Platin · (19 Wo.)UK | US19 ×2Doppelplatin · (22 Wo.)US | CA35 Platin · (2 Wo.)CA | Erstveröffentlichung: 29. Juli 2016 Verkäufe: + 3.075.000                          |
| 2017 | Shooters Memories Don’t Die             | — | — | — | — | US— GoldUS | CA— GoldCA | Erstveröffentlichung: 22. September 2017 Verkäufe: + 540.000                       |
| 2017 | Skrt Skrt Memories Don’t Die            | — | — | — | — | — | — | Erstveröffentlichung: 28. September 2017                                           |
| 2017 | Real Thing Memories Don’t Die           | — | — | — | — | — | — | Erstveröffentlichung: 23. Oktober 2017 feat. Future                                |
| 2017 | I Sip –                                 | — | — | — | — | — | — | Erstveröffentlichung: 16. November 2017                                            |
| 2018 | Pa mí –                                 | — | — | — | — | US— Gold (Latin)US | — | Erstveröffentlichung: 8. Juni 2018 Verkäufe: + 30.000; mit Ozuna                   |
| 2018 | Talk to Me Love Me Now?                 | — | — | — | UK— SilberUK | US43 ×2Doppelplatin · (16 Wo.)US | — | Erstveröffentlichung: 21. Juni 2018 Verkäufe: + 2.230.000; feat. Rich the Kid      |
| 2018 | Keep in Touch Love Me Now?              | — | — | — | — | — | — | Erstveröffentlichung: 17. August 2018 feat. Bryson Tiller                          |
| 2019 | Freaky Love Me Now? (Reloaded)          | — | — | — | UK94 (1 Wo.)UK | — | CA42 (1 Wo.)CA | Erstveröffentlichung: 15. März 2019                                                |
| 2019 | Broke Leg Love Me Now? (Reloaded)       | — | — | — | — | — | — | Erstveröffentlichung: 31. Mai 2019 feat. Quavo & Tyga                              |
| 2019 | Melee –                                 | — | — | — | — | — | — | Erstveröffentlichung: 12. Juli 2019                                                |
| 2019 | Forever –                               | — | — | — | — | — | — | Erstveröffentlichung: 19. Juli 2019                                                |
| 2019 | Jerry Sprunger Chixtape 5               | — | — | — | UK32 Silber · (5 Wo.)UK | US44 Platin · (10 Wo.)US | CA48 (1 Wo.)CA | Erstveröffentlichung: 8. November 2019 Verkäufe: + 1.200.000; feat. T-Pain         |
| 2020 | Numb –                                  | — | — | — | — | — | — | Erstveröffentlichung: 17. Januar 2020 mit Brianna Cash                             |
| 2020 | K Lo K –                                | — | — | — | — | — | — | Erstveröffentlichung: 31. Januar 2020 feat. Fivio Foreign                          |
| 2020 | Broke in a Minute The New Toronto 3     | — | — | — | UK— SilberUK | US64 Platin · (2 Wo.)US | — | Erstveröffentlichung: 7. Februar 2020 Verkäufe: + 1.200.000                        |
| 2020 | Who Needs Love The New Toronto 3        | — | — | — | UK58 (3 Wo.)UK | — | — | Erstveröffentlichung: 3. April 2020                                                |
| 2020 | Temperature Rising –                    | — | — | — | — | — | — | Erstveröffentlichung: 15. Mai 2020                                                 |
| 2020 | Convertible Burt Road to Fast 9 Mixtape | — | — | — | — | — | — | Erstveröffentlichung: 3. Juli 2020 mit Kevin Gates                                 |
| 2021 | Lady of Namek Alone at Prom             | — | — | — | — | US— GoldUS | — | Erstveröffentlichung: 15. November 2021 Verkäufe: + 500.000                        |
| 2021 | Lavender Sunflower Alone at Prom        | — | — | — | — | US— GoldUS | — | Erstveröffentlichung: 10. Dezember 2021 Verkäufe: + 500.000                        |
| 2022 | The Color Violet Alone at Prom          | — | — | CH99 (1 Wo.)CH | UK36 Platin · (11 Wo.)UK | US63 ×3Dreifachplatin · (9 Wo.)US | — | Erstveröffentlichung: 13. Januar 2022 Verkäufe: + 3.830.000                        |
| 2022 | Chauffeur –                             | — | — | — | — | — | CA— GoldCA | Erstveröffentlichung: 14. April 2022 Verkäufe: + 40.000; mit Diljit Dosanjh & Ikky |
| 2022 | I Like –                                | — | — | — | — | US— GoldUS | — | Erstveröffentlichung: 22. April 2022 Verkäufe: + 500.000                           |
| 2023 | Hurts Me –                              | — | — | — | UK90 Silber · (2 Wo.)UK | US— GoldUS | — | Erstveröffentlichung: 7. Juli 2023 Verkäufe: + 700.000; feat. Trippie Redd         |
| Folgende Lieder erschienen nicht als Single, wurden aber durch das Album zum Download und Streaming bereitgestellt und konnten somit eine Platzierung erlangen: |                                         | | | | | | |                                                                                    |
| |                                         | | | | | | |                                                                                    |
| 2018 | B.I.D Memories Don’t Die                | — | — | — | UK85 (1 Wo.)UK | US— GoldUS | CA— GoldCA | Charteinstieg: 15. März 2018 Verkäufe: + 540.000                                   |
| 2018 | Drip Drip Drip Love Me Now?             | — | — | — | UK82 (1 Wo.)UK | — | — | Charteinstieg: 8. November 2018 feat. Meek Mill                                    |
| 2018 | Miami Love Me Now?                      | — | — | — | UK88 (1 Wo.)UK | — | — | Charteinstieg: 8. November 2018 feat. Gunna                                        |
| 2019 | The Take Chixtape 5                     | — | — | — | UK35 Gold · (9 Wo.)UK | US66 Platin · (1 Wo.)US | — | Charteinstieg: 22. November 2019 Verkäufe: + 1.520.000; feat. Chris Brown          |
| 2019 | Beauty in the Benz Chixtape 5           | — | — | — | UK70 (1 Wo.)UK | US87 (1 Wo.)US | — | Charteinstieg: 22. November 2019 feat. Snoop Dogg                                  |
| 2020 | Stupid Again The New Toronto 3          | — | — | — | UK66 (1 Wo.)UK | US54 (1 Wo.)US | — | Charteinstieg: 17. April 2020                                                      |
| 2020 | Money Over Fallouts Daystar             | — | — | — | — | US97 (1 Wo.)US | — | Charteinstieg: 10. Oktober 2020                                                    |

### Als Gastmusiker
| Jahr | Titel Album                                | Höchstplatzierung, Gesamtwochen, AuszeichnungChartplatzierungen (Jahr, Titel, Album, Platzierungen, Wochen, Auszeichnungen, Anmerkungen) | Höchstplatzierung, Gesamtwochen, AuszeichnungChartplatzierungen (Jahr, Titel, Album, Platzierungen, Wochen, Auszeichnungen, Anmerkungen) | Höchstplatzierung, Gesamtwochen, AuszeichnungChartplatzierungen (Jahr, Titel, Album, Platzierungen, Wochen, Auszeichnungen, Anmerkungen) | Höchstplatzierung, Gesamtwochen, AuszeichnungChartplatzierungen (Jahr, Titel, Album, Platzierungen, Wochen, Auszeichnungen, Anmerkungen) | Höchstplatzierung, Gesamtwochen, AuszeichnungChartplatzierungen (Jahr, Titel, Album, Platzierungen, Wochen, Auszeichnungen, Anmerkungen) | Höchstplatzierung, Gesamtwochen, AuszeichnungChartplatzierungen (Jahr, Titel, Album, Platzierungen, Wochen, Auszeichnungen, Anmerkungen) | Anmerkungen |
| Jahr | Titel Album                                | DE | AT | CH | UK | US | CA | Anmerkungen |
| --- | ------------------------------------------ | --- | --- | --- | --- | --- | --- | --- |
| 2014 | All Down –                                 | — | — | — | — | — | — | Erstveröffentlichung: 23. Juli 2014 Hi-Tone feat. Tory Lanez                                                                                        |
| 2014 | I Understand Her Grind Love NoteBook Vol 4 | — | — | — | — | — | — | Erstveröffentlichung: 12. September 2014 Blacka Da Don feat. Tory Lanez                                                                             |
| 2015 | Sleep on U –                               | — | — | — | — | — | — | Erstveröffentlichung: 26. Juni 2015 Dan feat. Tory Lanez                                                                                            |
| 2016 | Drifting When It’s Dark Out                | — | — | — | — | US98 Platin · (1 Wo.)US | CA— GoldCA | Erstveröffentlichung: 17. April 2016 Verkäufe: + 1.040.000; G-Eazy feat. Chris Brown & Tory Lanez                                                   |
| 2016 | Flex Rage & The Machine                    | — | — | — | — | — | — | Erstveröffentlichung: 1. Juli 2016 Joe Budden feat. Tory Lanez & Fabolous                                                                           |
| 2016 | Sleep on U –                               | — | — | — | — | — | — | Erstveröffentlichung: 8. August 2016 Narada Vanegas feat. Tory Lanez                                                                                |
| 2016 | We Can –                                   | — | — | — | UK— SilberUK | — | — | Erstveröffentlichung: 23. September 2016 Verkäufe: + 200.000; Kranium feat. Tory Lanez                                                              |
| 2016 | Trust Nobody 9                             | — | — | — | UK92 (1 Wo.)UK | US— GoldUS | CA34 (1 Wo.)CA | Erstveröffentlichung: 30. September 2016 Verkäufe: + 515.000; Cashmere Cat feat. Selena Gomez & Tory Lanez                                          |
| 2016 | Tek Weh Yuh Heart Mad Love: The Prequel    | — | — | — | — | — | — | Erstveröffentlichung: 18. November 2016 Sean Paul feat. Tory Lanez                                                                                  |
| 2016 | Throw Myself a Party –                     | — | — | — | — | — | — | Erstveröffentlichung: 30. Dezember 2016 Cashmere Cat feat. Starrah, 2 Chainz & Tory Lanez                                                           |
| 2017 | Litty DC4                                  | — | — | — | — | US49 Platin · (4 Wo.)US | — | Erstveröffentlichung: 14. Februar 2017 Verkäufe: + 1.000.000; Meek Mill feat. Tory Lanez                                                            |
| 2017 | Don’t Say Nothin’ –                        | — | — | — | — | — | — | Erstveröffentlichung: 17. März 2017 Dr. Maleek feat. Tory Lanez & The Game                                                                          |
| 2017 | Can’t Sleep on You –                       | — | — | — | — | — | — | Erstveröffentlichung: 16. April 2017 Young Jay feat. Tory Lanez                                                                                     |
| 2017 | Can’t Sleep on You –                       | — | — | — | — | — | — | Erstveröffentlichung: 17. April 2017 Flawless feat. Tory Lanez                                                                                      |
| 2017 | Girlfriend –                               | — | — | — | — | — | — | Erstveröffentlichung: 25. August 2017 Busta Rhymes feat. Vybz Kartel & Tory Lanez                                                                   |
| 2017 | Number One Beirut                          | DE81 (1 Wo.)DE | — | — | — | — | — | Erstveröffentlichung: 17. November 2017 Wiederveröffentlichung: 9. März 2018 Massari & Kay One feat. Tory Lanez                                     |
| 2017 | Canada Goose –                             | — | — | — | — | — | CA— PlatinCA | Erstveröffentlichung: 10. Dezember 2017 Verkäufe: + 80.000; Pressa feat. Tory Lanez                                                                 |
| 2018 | Miss You –                                 | — | — | — | — | — | CA50 (1 Wo.)CA | Erstveröffentlichung: 16. Januar 2018 Verkäufe: + 20.000; Cashmere Cat feat. Major Lazer & Tory Lanez                                               |
| 2018 | Best Friend International Artist           | — | — | — | — | — | — | Erstveröffentlichung: 20. April 2018 A Boogie wit da Hoodie feat. Tory Lanez                                                                        |
| 2018 | Do You Understand Fully Loaded             | — | — | — | — | US— GoldUS | — | Erstveröffentlichung: 8. Juni 2018 Verkäufe: + 500.000; Shy Glizzy Feat. Tory Lanez & Gunna                                                         |
| 2019 | Babyface Savage –                          | — | — | — | — | — | — | Erstveröffentlichung: 10. Januar 2019 Bhad Bhabie feat. Tory Lanez                                                                                  |
| 2019 | Getcha Roll On 1-UP                        | — | — | — | — | — | — | Erstveröffentlichung: 23. Januar 2019 T-Pain feat. Tory Lanez                                                                                       |
| 2019 | Summer Love –                              | — | — | — | — | — | — | Erstveröffentlichung: 17. Mai 2019 Melxdie feat. Tory Lanez                                                                                         |
| 2019 | Not Today –                                | — | — | — | — | — | — | Erstveröffentlichung: 27. Juni 2019 The Plug feat. Dappy & Tory Lanez                                                                               |
| 2019 | My One –                                   | — | — | — | UK41 Silber · (11 Wo.)UK | — | — | Erstveröffentlichung: 11. Juli 2019 Verkäufe: + 200.000; Wiley feat. Tory Lanez, Kranium & Dappy                                                    |
| 2019 | Feel It Too –                              | — | — | — | — | — | — | Erstveröffentlichung: 6. September 2019 Tainy feat. Jessie Reyez & Tory Lanez                                                                       |
| 2019 | 2 Cups –                                   | — | — | — | UK55 Silber · (6 Wo.)UK | — | — | Erstveröffentlichung: 27. September 2019 Verkäufe: + 200.000; Lizzy feat. Tory Lanez, Fredo & Popcaan                                               |
| 2019 | First Time Revenge Is Sweet                | — | — | — | UK63 (2 Wo.)UK | — | — | Erstveröffentlichung: 1. November 2019 Krept & Konan & Spice feat. Tory Lanez                                                                       |
| 2020 | Still Be Friends These Things Happen Too   | DE53 (12 Wo.)DE | AT57 (7 Wo.)AT | CH76 (4 Wo.)CH | UK— SilberUK | US— PlatinUS | CA— ×2DoppelplatinCA | Erstveröffentlichung: 7. Februar 2020 Verkäufe: + 1.360.000; G-Eazy feat. Tory Lanez & Tyga                                                         |
| 2020 | Wrist –                                    | — | — | — | — | — | — | Erstveröffentlichung: 21. Februar 2020 Nghtmre feat. Tory Lanez                                                                                     |
| 2020 | Cold They Got Amnesia                      | — | — | — | — | — | — | Erstveröffentlichung: 1. Mai 2020 French Montana feat. Tory Lanez                                                                                   |
| 2020 | Kaioken Super Genkidama                    | DE36 (1 Wo.)DE | AT46 (1 Wo.)AT | CH65 (1 Wo.)CH | — | — | — | Erstveröffentlichung: 19. Juni 2020 Farid Bang feat. Tory Lanez                                                                                     |
| 2020 | Simple Things –                            | — | — | — | — | — | — | Erstveröffentlichung: 9. Juli 2020 DJDS feat. Tory Lanez & Rema                                                                                     |
| 2020 | Whats Poppin (Remix) –                     | — | — | — | — | US2 (51 Wo.)US | CA33 (7 Wo.)CA | Erstveröffentlichung: 24. Juni 2020 Verkäufe: + 140.000; Jack Harlow feat. DaBaby, Tory Lanez & Lil Wayne                                           |
| 2020 | Blackout –                                 | — | — | — | — | — | — | Erstveröffentlichung: 7. August 2020 Imanbek feat. Tory Lanez                                                                                       |
| 2020 | Keep It 100 –                              | — | — | — | — | — | — | Erstveröffentlichung: 20. Mai 2022 Jgriff & Alex Catrambone feat. Tory Lanez                                                                        |
| 2021 | Conexión –                                 | — | — | — | — | US— ×3Dreifachplatin (Latin)US | — | Erstveröffentlichung: 29. April 2021 Verkäufe: + 300.000; Foreign Tack, Justin Quiles & Jay Wheeler feat. Bryant Myers, Eladio Carrión & Tory Lanez |
| Folgende Lieder erschienen nicht als Single, wurden aber durch das Album zum Download und Streaming bereitgestellt und konnten somit eine Platzierung erlangen: |                                            | | | | | | | |
| |                                            | | | | | | | |
| 2017 | Es rollt Kohldampf                         | DE82 (1 Wo.)DE | — | — | — | — | — | Erstveröffentlichung: 31. März 2017 Maxwell feat. Gzuz & Tory Lanez                                                                                 |
| 2018 | Rondo Day69                                | — | — | — | — | US73 Gold · (1 Wo.)US | — | Charteinstieg: 2. Dezember 2018 Verkäufe: + 500.000; 6ix9ine feat. Tory Lanez & Young Thug                                                          |
| 2018 | Kika Dummy Boy                             | — | AT31 (2 Wo.)AT | CH13 (6 Wo.)CH | UK9 Gold · (10 Wo.)UK | US44 Platin · (6 Wo.)US | — | Charteinstieg: 2. Dezember 2018 Verkäufe: + 1.460.000; 6ix9ine feat. Tory Lanez                                                                     |
| 2020 | Can I It Was Good Until It Wasn’t          | — | — | — | UK85 (1 Wo.)UK | US50 Gold · (1 Wo.)US | — | Charteinstieg: 21. Mai 2020 Verkäufe: + 500.000; Kehlani feat. Tory Lanez                                                                           |

## Sonderveröffentlichungen
Gastbeiträge
- 2013: All Away (Elhae feat. Rick Ross & Tory Lanez)
- 2014: My City (Remix) (Knocka feat. Tory Lanez)
- 2014: Anyway (DJ Carisma feat. Tory Lanez, Sage the Gemini, Eric Bellinger & Mishon)
- 2014: Fuck Love (Trina feat. Tory Lanez)
- 2014: Slide (Packy feat. Tory Lanez)
- 2016: Down Chick (Mikey Mass feat. Tory Lanez)
- 2016: Keep It 100 (Yung Reason feat. Tory Lanez)
- 2016: Radar (DJ Spinking feat. Tory Lanez)
- 2016: Damn (Trina feat. Tory Lanez)
- 2018: Sleep on U (E.G.O. feat. Tory Lanez)
- 2018: Cold Love (Classified feat. Tory Lanez)
- 2019: Earth (Lil Dicky feat Troy Lanez)
- 2020: Comeback (JoJo feat. Tory Lanez & Roc 30)

## Statistik

### Chartauswertung
|                     | DE    | AT    | CH    | UK    | US     | CA    |
| ------------------- | ----- | ----- | ----- | ----- | ------ | ----- |
| Nummer-eins-Alben   | DE—DE | AT—AT | CH—CH | UK—UK | US—US  | CA2CA |
| Top-10-Alben        | DE—DE | AT—AT | CH—CH | UK2UK | US7US  | CA7CA |
| Alben in den Charts | DE2DE | AT1AT | CH5CH | UK6UK | US10US | CA9CA |

|                       | DE    | AT    | CH    | UK     | US     | CA    |
| --------------------- | ----- | ----- | ----- | ------ | ------ | ----- |
| Nummer-eins-Singles   | DE—DE | AT—AT | CH—CH | UK—UK  | US—US  | CA—CA |
| Top-10-Singles        | DE—DE | AT—AT | CH—CH | UK1UK  | US1US  | CA—CA |
| Singles in den Charts | DE5DE | AT3AT | CH5CH | UK18UK | US16US | CA6CA |

### Auszeichnungen für Musikverkäufe
| Goldene Schallplatte - Australien - 2020: für das Lied The Take - Brasilien - 2024: für die Single Miss You - 2024: für die Single Say It - Dänemark - 2022: für die Single Luv - 2023: für das Lied Kika - Frankreich - 2021: für die Single Whats Poppin (Remix) - 2022: für die Single Luv - Italien - 2022: für das Lied Bugia - 2024: für die Single The Color Violet - Kanada - 2021: für das Lied Staccato - Neuseeland - 2019: für die Single Trust Nobody - 2020: für das Lied Kika - 2022: für das Album Chixtape 5 - 2022: für das Album I Told You - Norwegen - 2017: für die Single Luv - Portugal - 2020: für das Lied The Take - Vereinigte Staaten - 2019: für das Lied Ferris Wheel | Platin-Schallplatte - Brasilien - 2022: für die Single Whats Poppin (Remix) - Dänemark - 2024: für die Single The Color Violet - 2025: für das Album Alone at Prom - Neuseeland - 2020: für die Single Luv - 2023: für die Single The Color Violet - 2023: für die Single Talk to Me - 2025: für das Album Alone at Prom 2× Platin-Schallplatte - Brasilien - 2024: für das Lied The Take - Neuseeland - 2024: für die Single Say It - Spanien - 2025: für die Single Conexión 3× Platin-Schallplatte - Griechenland - 2025: für die Single The Color Violet Diamantene Schallplatte - Frankreich - 2021: für das Lied My Salsa |

Anmerkung: Auszeichnungen in Ländern aus den Charttabellen bzw. Chartboxen sind in ebendiesen zu finden.
| Land/RegionAuszeichnungen für Musikverkäufe (Land/Region, Auszeichnungen, Verkäufe, Quellen) | Silber       | Gold       | Platin       | Diamant  | Verkäufe   | Quellen              |
| -------------------------------------------------------------------------------------------- | ------------ | ---------- | ------------ | -------- | ---------- | -------------------- |
| Australien (ARIA)                                                                            | —            | Gold1      | —            | —        | 35.000     | aria.com.au          |
| Brasilien (PMB)                                                                              | —            | 2× Gold2   | 3× Platin3   | —        | 170.000    | pro-musicabr.org.br  |
| Dänemark (IFPI)                                                                              | —            | 2× Gold2   | 2× Platin2   | —        | 200.000    | ifpi.dk              |
| Deutschland (BVMI)                                                                           | —            | Gold1      | —            | —        | 200.000    | musikindustrie.de    |
| Frankreich (SNEP)                                                                            | —            | 2× Gold2   | —            | Diamant1 | 533.333    | snepmusique.com      |
| Griechenland (IFPI)                                                                          | —            | —          | 3× Platin3   | —        | 60.000     | Einzelnachweise      |
| Italien (FIMI)                                                                               | —            | 2× Gold2   | —            | —        | 100.000    | fimi.it              |
| Kanada (MC)                                                                                  | —            | 5× Gold5   | 5× Platin5   | —        | 600.000    | musiccanada.com      |
| Neuseeland (RMNZ)                                                                            | —            | 4× Gold4   | 6× Platin6   | —        | 210.000    | radioscope.co.nz NZ2 |
| Norwegen (IFPI)                                                                              | —            | Gold1      | —            | —        | 20.000     | ifpi.no              |
| Portugal (AFP)                                                                               | —            | Gold1      | —            | —        | 5.000      | Einzelnachweise      |
| Spanien (Promusicae)                                                                         | —            | —          | 2× Platin2   | —        | 120.000    | elportaldemusica.es  |
| Vereinigte Staaten (RIAA)                                                                    | —            | 16× Gold16 | 20× Platin20 | —        | 27.430.000 | riaa.com             |
| Vereinigtes Königreich (BPI)                                                                 | 10× Silber10 | 3× Gold3   | 2× Platin2   | —        | 4.120.000  | bpi.co.uk            |
| Insgesamt                                                                                    | 10× Silber10 | 40× Gold40 | 43× Platin43 | Diamant1 |            |                      |